# Instagram
Instagram（/ˈɪnstəɡræm/；簡寫：IG、中國大陸簡稱INS）是Meta公司的一款免费提供線上图片及视频分享的社群應用程式，於2010年10月发布。它可以讓使用者以智慧型手機拍下相片後將不同的滤镜效果添加到相片上再分享至Instagram的伺服器，或Facebook、Twitter、Tumblr及Flickr等社群媒體。在iOS、安卓、Windows 10和网页上提供服务。Instagram支持英语、中文、西班牙语、法语、日语、韩语等25种语言。
Instagram的一個顯著特點是拍摄照片為正方形，類似宝丽来拍立得等復古相機拍摄的效果，而通常所使用的移动设备的相機的縱橫比為4:3和16:9。2015年，在其7.5版本中，这一尺寸限制被取消。而在所有的功能中，快拍的功能最為興盛。

## 名稱
Instagram最常見的簡稱為IG，早年沒有官方簡稱，英語國家一般簡稱為insta，中國大陸網友則多俗稱其ins，或者称作「照片牆」。2018年Instagram官方推出IGTV後，「IG」作為Instagram之簡稱逐漸成為主流，而台灣人亦暱稱其為哀居。
Instagram目前尚無官方的中文譯名，在華語圈有即時電報的譯名，因為Instagram的名称取自“即时”（instant）与“电报”（telegram）两个單字的结合。创始人聲稱灵感来自於拍立得，且认为人与人之间的照片分享“就像用电线传递电报消息”，因而将两个單字结合成软件名称 。中国大陸官方新闻等則普遍翻譯为「照片牆」，因是依其应用外观。

## 歷史

Instagram於2016~2022年使用的標誌

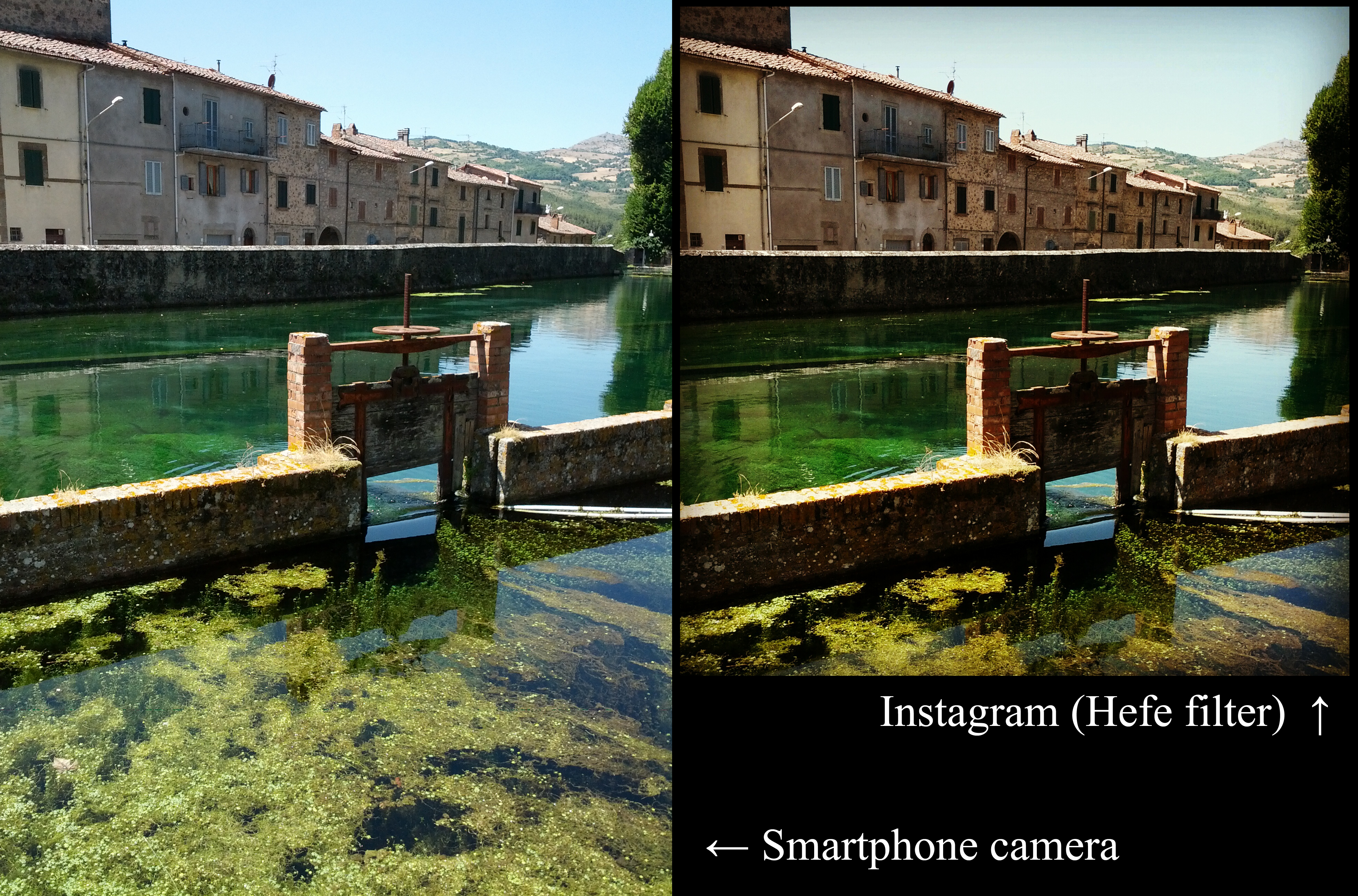
Instagram的正方形效果（右）与通常移动设备16:9纵横比效果（左）对比

Instagram由凱文·斯特羅姆與邁克·克里格创建，並於2010年10月首次推出。該服務迅速得到普及，截止2014年12月已擁有超過3亿註冊用戶（每月活躍用戶數約9,000萬）。
2020年因COVID-19疫情之故，人們使用社群網路的需求增加，比市調公司預估早了四年的時間，Instagram在全世界的每月活躍用戶數量超過10億。
对应不同移动设备平台可以分别透過App Store和Google Play商店下載。软件一开始只可用於iPhone，iPad和iPod Touch等設備。2012年4月，软件加入了对Android 2.2 Froyo系统手机的支援。2013年1月，Instagram表示没有计划将应用推广至黑莓手機OS 7.0，但有可能推出适用于黑莓Z10和Q10的版本。Instagram起初没有计划提供Windows Phone技术支持，然而2013年10月22日，凯文·斯特罗姆宣布推出Windows Phone版本的Instagram。
2012年4月9日，社交網站服务巨头Facebook宣布以10亿美元的价格收购Instagram。交易以3億美元現金加2,300萬股Facebook股票的方式進行。
软件起初仅有移动设备客户端而未推出网页版。2012年11月，Instagram推出与Facebook风格类似的网页版本，但仅能查看个人主页及更新个人资料，不能搜索及上传照片。2013年2月，Instagram推出功能完整的网站，加入了移动设备客户端除照片上传以外的完整功能。
软件设计之初仅支持图片分享，然而2013年6月，软件加入了短视频分享的功能，允许用户录制并分享长度不超过15秒的短片。此举被一些人认为是Facebook意图与Twitter的短片分享应用Vine竞争的行为。
2010年12月，Instagram已有100万注册用户。2011年6月，Instagram宣布用户人数达500万人。同年9月，用户数达1,000万人。2012年4月，Instagram上的账户数超过了3,000万个。
2011年7月，Instagram宣布其用户上传至服务器的照片数已超过1亿张。同年8月，这个数字上升至1.5亿。到2012年5月，平均每秒就有58张照片上传且新增一个用户。总照片数已超过10亿。
2013年2月27日，Instagram在软件发行两年半时宣布活跃用户数超过1亿。同年9月9日，活跃用户数超过1.5亿。
2014年9月，Instagram在中国大陆被屏蔽，此前它是中国大陆境内为数不多仍可以使用的境外互联网溝通服务。
2016年3月，Instagram在Windows 10行動裝置平台中釋出正式版本的官方應用程式。
2016年8月，Instagram推出限時動態功能，用戶可上傳照片，並在24小時後該圖片會自動消失。
2016年11月，Instagram宣佈於同年12月取消相片地圖的功能。同月推出直播功能，但僅限通過認證的公眾人物可以使用該功能。
2018年6月20日，月活跃用户超过10亿，是Facebook旗下第四个续Facebook、WhatsApp及Messenger超过10亿月活跃用户的子公司。
2018年6月21日，Instagram推出為創作者而設的IGTV。
2018年9月24日，Instagram聯合創始人凱文·斯特羅姆和麥可·克里格宣佈辭職，將在未來幾週內離開公司，同時任命產品副總裁亞當·莫塞里為Instagram新的負責人。
2018年10月24日，派傑投資公司最新调查显示，美国85%青少年每月登录一次Instagram，首度超越Snapchat的84%。
2020年8月，Instagram宣佈推出Instagram Reels（連續短片）功能搶攻短影音市場。現在用戶可以在Instagram上直接拍攝、編輯和發佈15秒長的影片。其功能與抖音相似。
2021年1月，Instagram的全球活躍用戶數量已超過10億。
Instagram原隸屬於Facebook公司，自2021年10月，Facebook公司改名為Meta。
2022年10月31日，Instagram出現故障災情，大量用戶的帳號無預警遭到官方停權。

## 功能
使用者可以在Instagram上分享照片及视频，亦可追蹤其他使用者的分享。使用者可將自身帳號與其他社群媒體帳號連結以同步分享內容至其他社群媒體。Instagram可同步分享的社群媒體包括Facebook、Twitter、Tumblr、Flickr、新浪微博（僅iOS中文使用者）。Instagram禁止女性露點，但自發性哺乳或是乳房切除術後傷疤的畫面除外。

### 滤镜效果
截至344.1.0.42.92版本，發佈貼文時有58種濾鏡效果可供選擇；限時動態及連續短片則有13種。

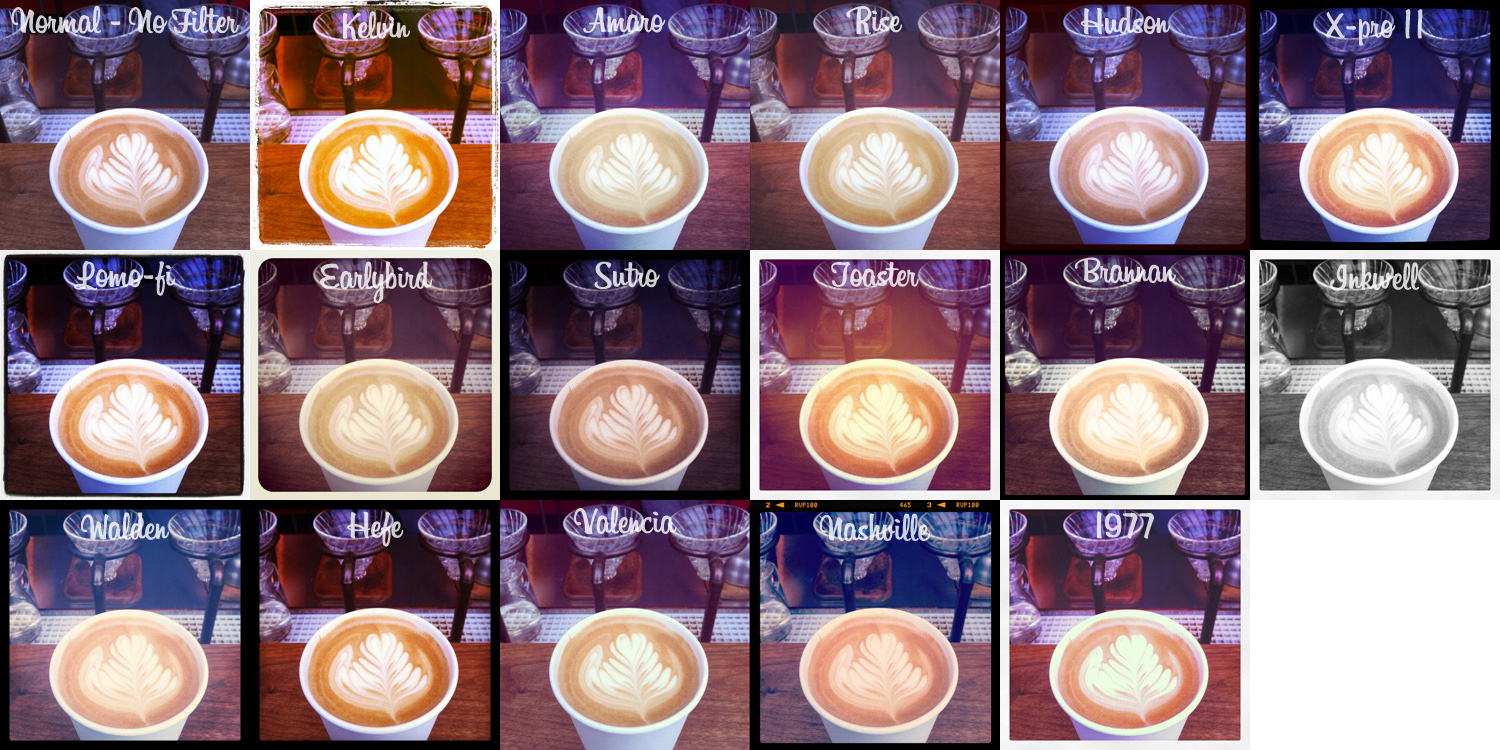
Instagram的16种滤镜效果样例

## 影响与获奖
2011年1月，Instagram获得2010年度“TechCrunch Cunchies奖”“最佳手机应用”亚军。
2011年5月，Instagram執行長凱文·斯特羅姆获得《Fast Company》杂志评选的“2011年商界最具創新人物”第66名。
2011年6月，《Inc.》杂志将两位聯合創始人斯特羅姆與克里格评入“30位30岁以下的青年才俊”名单中。
2011年9月，Instagram获得《旧金山周刊》评选的“最佳本地应用”。2011年9月，《7x7》杂志的“2011年最熱門20人”专题以斯特羅姆與克里格作為封面。
2011年12月，App Store将Instagram评选为“2011年度最具權威性的拍照應用程式”。
2013年，Instagram被《时代》杂志评选为“2013年度50个最佳Android应用”之一。

## 批評及爭議

### 使用條款爭議
2012年12月17日，Instagram更改其用户使用条款，条款中的一条称：“用户须同意商家可以付费从Instagram获取你的用户名、个人喜好、照片（含相关数据）及/或你的活动而无需给付任何补偿，这些内容与付费推广内容相关。”而且並沒有選項供用户在不删除账户的情况下不同意更改后的使用條款。
此舉受到了包括私隱倡導者以及消費者的嚴厲批評。《国家地理》杂志官方账号声明暂停更新以抵制该新条款。“匿名者”组织也在Twitter号召Instagram用户删除账号。一天後，Instagram道歉，並刪除使用條款中有爭議的內容。Instagram的聯合創始人凱文·斯特羅姆回應了爭議，称：
我們更新使用条款的目的是传达这样一个信息：我们希望尝试更适合Instagram的创新广告机制。然而却被很多人误解以为是我们要出售你们的照片而不给任何补偿。这是大家的误解。条款措辞不够明确是我们的错误。在此澄清：我们没有意图要出售你们的照片。我们正在更改使用条款上的措辞以明确表达我们的想法。

### 使用平台
Instagram因以智慧型手機平台起家，對於桌上型電腦支援度較低，以致絕大部分作業都必須透過手機或平板電腦客戶端處理。電腦網頁版僅能发帖、瀏覽相片或影片、讚好（給予「愛心」）和留言。

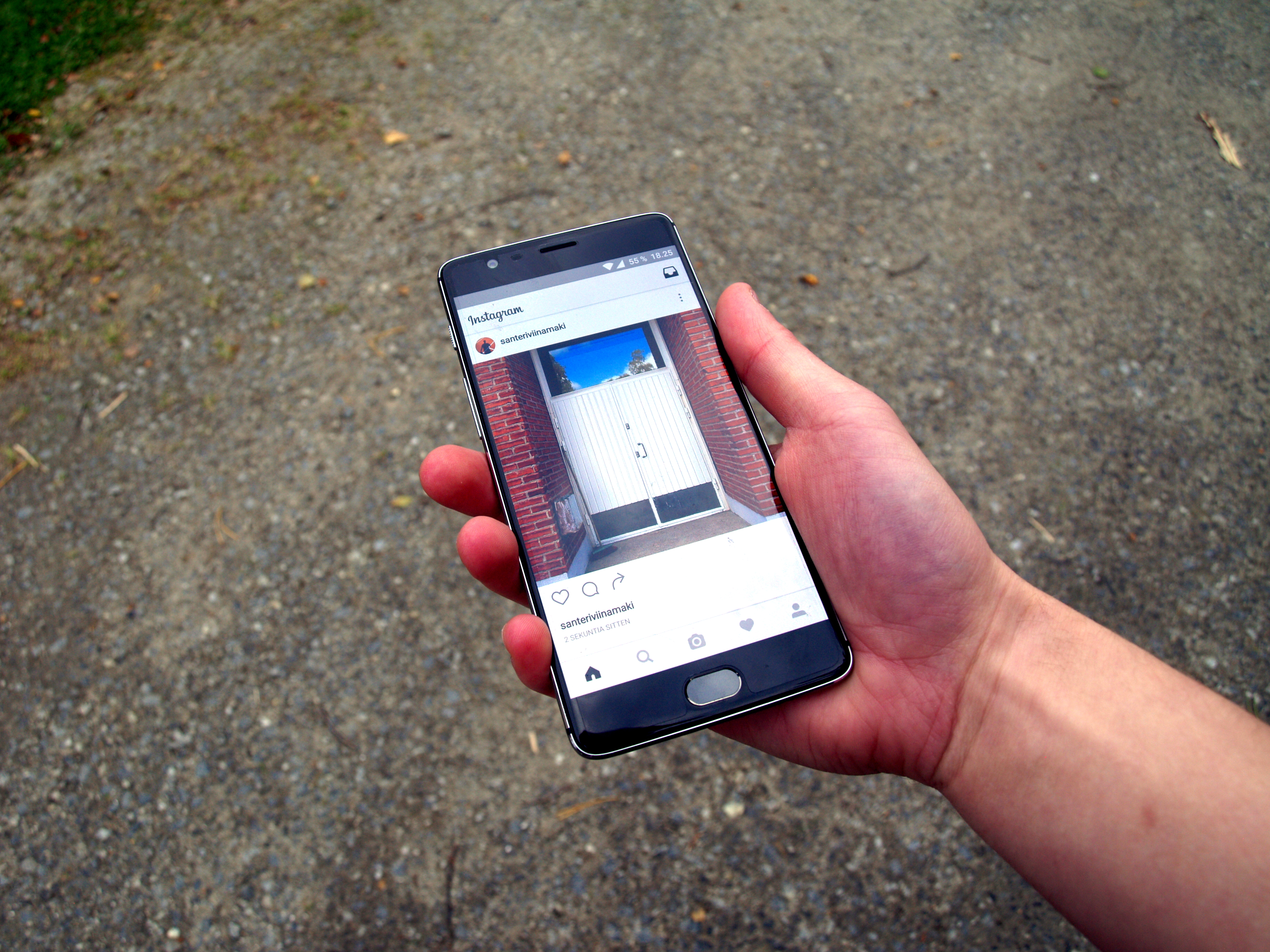
在安卓程序上运行Instagram

### 自我审查
Instagram曾多次被指审查用户发表的内容。2013年10月，Instagram曾删除加拿大摄影师佩特拉·柯林斯的账户，原因是她上传的照片中可以看到比基尼泳衣下露出的阴毛。2015年1月，Instagram以同样的理由删除一家澳大利亚摄影工作室的账户。Instagram在用户协议中写明禁止裸体和色情内容，但其标准难以判断。此前，加拿大男歌手贾斯汀·比伯发表的类似露出阴毛的照片则未被删除。引起争议的照片主角指出，Instagram对男性露出阴毛照片的审查力度远小于女性的露阴毛照。部分网民在Instagram上亦发起“#解放阴毛”（#FreeTheBush）的话题。Instagram发言人随后坦承对于“裸露”的判定并不能确保准确，之后恢复该摄影室的账户。Instagram对男女裸露照片的审查力度不一也引发部分网民不满。“解放乳头”（#FreeTheNipple）运动就曾指责Instagram对女性露乳照的审查。该运动认为Instagram只删除女性露出乳头的照片，而保留男性的类似照片是双重标准。对此Instagram解释称这一标准是因苹果公司的审查标准严格所致，称虽然“支持艺术自由”，但为了能让17岁以下的用户正常使用，不得不做出如此的内容审查。Instagram还曾多次删除女性艺术家露比·考爾露出经血的艺术照片，称照片违反用户协议，遭到指责。考尔认为照片中自己衣着完整得体，仅露出一点经血就被删除，是父权社会中厌女症的表现。随后Instagram表示照片是被“误删”，向考尔致歉并恢复照片。另外，Instagram于2021年7月删除了西班牙电影《平行母亲》展现女性哺乳期乳头的海报，后在解放乳头运动的批评下道歉并恢复有关内容。

### 刪文與阻擋關鍵字
Instagram还对一些话题的搜索做出隱藏处理。用户搜索类似“#裸体”（#nude）、“#大麻”（#weed）、“#性”（#sex）、“#色情片”（#porn）等话题时，Instagram会显示“无结果”。“#iPhone”、“#Instagram”等话题使用量极大且内容宽泛，Instagram为防止有人利用此发布垃圾广告，也隱藏类似话题的搜索。但Instagram隱藏话题的标准不一，引发争议。例如“#内裤”（#underwear）话题被屏蔽，但类似的“#白色三角裤”（#tightywhities）却被允许；“#奶子”（#boobs）被隱藏，但另一拼写方式的“#boobz”则被允许。Instagram还屏蔽带有种族歧视色彩的话题，但标准不一也引发批评。例如“nigger”（针对黑人的歧视性词语）、“kike”（针对犹太人的歧视性词语）、“spic”（针对拉美裔/西班牙裔的歧视性词语）等词被隱藏，而针对亚裔的歧视性词汇“chink”虽一度被禁，但之后又取消隱藏，被指审查标准不一，此后Instagram又将这一词语隱藏。Instagram一度对“#瘦人励志”（#thinspiration）等可能引起用户自残或进食障碍的话题也隱藏搜索，但之后取消隱藏，并在返回搜索结果的同时时给出全国饮食失調协会的連結。

### 封殺用戶問題
Instagram常未經明確審查，僅憑檢舉便刪除或封鎖用戶。一些YouTuber如阿滴英文、小A辣、蔡阿嘎皆遭受波及。且在臉部辨識系統猶有眾多爭議，於深偽技術遭遇濫用的現代，Instagram要求遭遇停權的用戶提供清晰的臉部相片以驗證身份，更直接言明「未收到與要求相符的相片前，我們都無法提供任何協助」。

## 在各地被审查与限制的情况

### 美国的审查与限制
2020年1月，美国有线电视新闻网（CNN）报道称，Instagram发言人表示，根据美国对伊制裁法律，Instagram删除了大量悼念伊朗军事领导人卡西姆·苏莱曼尼的相关帖子，将“#soleimani”标签封面由苏莱曼尼肖像换成美国总统唐纳德·特朗普与国防部长馬克·艾斯培，并审查任何反对美国针对苏莱曼尼的刺杀行动的帖子。伊朗记者协会致信Instagram，指出大量伊朗国家媒体的账户被删除，15名记者最近也遭审查，批评这些审查行为违反了言论自由的原则。

### 中国大陆的审查与封锁
2013年5月10日起，许多中国大陆用户在社群網站中抱怨，連接中國移動的網路通道後Instagram應用「无法刷新动态」，官方網站无法访问，但用户使用中国其它的运营商网络（比如中国联通、中国电信）或通过翻墙则可以正常使用，疑似Instagram被中国移动单方面封锁（參見中华人民共和国被封锁网站列表）。
2014年7月7日，有媒体报道称Instagram从中国大陆绝大多数第三方Android应用程序商店中下架，下架原因尚不明确，但用户仍然可以在论坛或其他软件下载网站上较为容易地下载到Instagram；而iOS的App Store中仍可以正常下载。
2014年9月28日起，Instagram在中国遭到全面封锁，原因疑是香港雨傘革命的图片在Instagram上流传。使用https连接會无法正常使用。
2023年4月起，除海南省外，使用中国大陆网络登陆Instagram移动应用程序无法显示图片，网站则完全不可访问，唯使用VPN情況下才能使用。截至2024年，Instagram在中国大陆已被全面封锁，所有中国大陆地区（包括海南省在内）均无法正常访问Instagram，用户需使用虚拟专用网络（VPN）绕过封锁才能使用该服务。
尽管Instagram受到防火长城的封锁，但张靓颖、GAI、华晨宇、袁娅维等中國大陸知名藝人开通了Instagram账户。

### 伊朗的审查与封锁
2013年12月30日，Instagram在伊朗遭到屏蔽，但屏蔽仅持续了12小时即解封。伊朗官员否认有任何不当行为，其国营电信公司也称并未屏蔽此应用。
2014年5月23日，伊朗以“隐私问题”为由，宣布封锁Instagram。

### 俄罗斯聯邦的审查与封锁
2022年3月11日，俄羅斯媒體監管機構表示，由於Instagram容許發表針對俄羅斯士兵的暴力呼籲，決定封鎖Instagram，當地總檢察長辦公室亦以涉及極端主義法律為由，向Meta展開刑事調查。 

### 土耳其
2024年8月2日，土耳其突然封鎖Instagram，但沒给出理由。许多媒体认为这是官方回应Instagram删除土耳其用户发帖对7月31日哈马斯领导人伊斯梅尔·哈尼亚在德黑兰被杀表示哀悼的针对措施。

## 流行文化
香港的西區公眾貨物裝卸區由於該處部份路面凹凸不平，下雨後形成水窪，猶如鏡面般倒影維港，吸引不少攝影愛好者到場拍攝，有「香港天空之鏡」和「Instagram Pier」之稱，亦被團體獲選為優秀公共空間之一。
此外，模特兒在Instagram上擁有大量粉絲而獲得成功。Instapoetry也成為透過Instagram上分享詩人的詩句圖片而形成的一種詩歌風格。

## 腳註